# 1947年のグランプリ・シーズン
1947年のグランプリ・シーズン
は第二次世界大戦後に開催された2回目のグランプリ・シーズンである。ルイジ・ヴィッロレージが6つのグランプリに勝利して最多勝を挙げたドライバーとなった。アルファロメオのマシンが開催された32のグランプリのうち13を制し1947年シーズンを席巻した。

## シーズン概要
1948年1月から新しいイタリア国旗が正式に採用されたことに留意。

### グランドゼプルーヴ
| 開催日  | レース             | サーキット                 | ポールポジション             | ファステストラップ                               | 優勝者                         | コンストラクター | レポート |
| ------- | ------------------ | -------------------------- | ---------------------------- | ------------------------------------------------ | ------------------------------ | ---------------- | -------- |
| 6月8日  | スイスグランプリ   | ブレムガルテン・サーキット | ジャン＝ピエール・ウィミーユ | ジャン＝ピエール・ウィミーユ                     | ジャン＝ピエール・ウィミーユ   | アルファロメオ   | 詳細     |
| 6月29日 | ベルギーグランプリ | スパ・フランコルシャン     | ジャン＝ピエール・ウィミーユ | ジャン＝ピエール・ウィミーユ                     | ジャン＝ピエール・ウィミーユ   | アルファロメオ   | 詳細     |
| 9月7日  | イタリアグランプリ | センピオーネ公園           | コンサルヴォ・サネッシ       | カルロ・フェリーチェ・トロッシ                   | カルロ・フェリーチェ・トロッシ | アルファロメオ   | 詳細     |
| 9月21日 | フランスグランプリ | リヨン−パリー・サーキット  | アンリ・ルヴォ               | アルベルト・アスカリ ルイジ・ヴィッロレージ ラフ | ルイ・シロン                   | タルボ-ラーゴ    | 詳細     |

### その他のグランプリ
| 開催日   | レース                                 | サーキット                   | 優勝者                           | コンストラクター | レポート |
| -------- | -------------------------------------- | ---------------------------- | -------------------------------- | ---------------- | -------- |
| 1月5日   | サンパウログランプリ                   | インテルラゴス・サーキット   | チコ・ランディ                   | アルファロメオ   | 詳細     |
| 2月9日   | ブエノスアイレスグランプリ             | レティーロ市街地コース       | ルイジ・ヴィッロレージ           | マセラティ       | 詳細     |
| 2月16日  | ブエノスアイレスグランプリ             | レティーロ市街地コース       | ルイジ・ヴィッロレージ           | マセラティ       | 詳細     |
| 3月2日   | ロサリオグランプリ                     | 独立記念公園                 | アキーレ・ヴァルツィ             | アルファロメオ   | 詳細     |
| 3月20日  | ラファエラグランプリ                   | ラファエラ市街地コース       | オスカル・アルフレード・ガルベス | アルファロメオ   | 詳細     |
| 3月30日  | インテルラゴス・グランプリ             | インテルラゴス・サーキット   | アキーレ・ヴァルツィ             | アルファロメオ   | 詳細     |
| 4月7日   | ポー・グランプリ                       | ポー市街地コース             | ネッロ・パガーニ                 | マセラティ       | 詳細     |
| 4月21日  | リオデジャネイロ グランプリ            | ガヴェア市街地コース         | チコ・ランディ                   | アルファロメオ   | 詳細     |
| 4月27日  | ルシヨングランプリ                     | ペルピニャン市街地コース     | ユージン・シャブー               | タルボ-ラーゴ    | 詳細     |
| 5月8日   | ジャージーロードレース                 | セント・ハイラー市街地コース | レグ・パーネル                   | マセラティ       | 詳細     |
| 5月18日  | マルセイユグランプリ                   | プラド市街地コース           | ユージン・シャブー               | タルボ-ラーゴ    | 詳細     |
| 5月25日  | グランプリ・ド・フロンティエ           | シメイ市街地コース           | イヴ・ジロ＝カバントゥー         | マセラティ       | 詳細     |
| 6月1日   | ニームグランプリ                       | ニーム市街地コース           | ルイジ・ヴィッロレージ           | マセラティ       | 詳細     |
| 6月8日   | AGACIチャレンジ                        | リナ・モンレリ               | モーリス・ヴァレ                 | ドラージュ       | 詳細     |
| 7月6日   | グランプリ・ド・ランス                 | ランス・グー                 | クリスチャン・カウツ             | マセラティ       | 詳細     |
| 7月12日  | グランズデン・ロッジ                   | グランズデン・ロッジ空港     | デニス・ポア                     | アルファロメオ   | 詳細     |
| 7月13日  | アルビグランプリ                       | アルビ市街地コース           | ルイ・ロジェ                     | タルボ-ラーゴ    | 詳細     |
| 7月13日  | バーリグランプリ                       | ルンゴマーレ市街地コース     | アキーレ・ヴァルツィ             | アルファロメオ   | 詳細     |
| 7月13日  | ベルヴィールグランプリ                 | ベルヴィール市街地コース     | オスカル・アルフレード・ガルベス | アルファロメオ   | 詳細     |
| 7月20日  | ニースグランプリ                       | ニース市街地コース           | ルイジ・ヴィッロレージ           | マセラティ       | 詳細     |
| 8月3日   | アルザスグランプリ                     | ストラスブール市街地コース   | ルイジ・ヴィッロレージ           | マセラティ       | 詳細     |
| 8月9日   | アルスタートロフィー                   | バリークレア市街地コース     | ボブ・ジェラード                 | ERA              | 詳細     |
| 8月10日  | コマンジュグランプリ                   | サン・ゴーダンス市街地コース | ルイ・シロン                     | タルボ-ラーゴ    | 詳細     |
| 8月17日  | モンテヴィデオ グランプリ              | ラミレス・ビーチ             | オスカル・アルフレード・ガルベス | アルファロメオ   | 詳細     |
| 8月21日  | ブリティッシュ・エンパイア・トロフィー | ダグラス・サーキット         | ボブ・ジェラード                 | ERA              | 詳細     |
| 9月21日  | マル・デル・プラタグランプリ           | トレオン市街地コース         | オスカル・アルフレード・ガルベス | アルファロメオ   | 詳細     |
| 10月5日  | ローザンヌグランプリ                   | ローザンヌ市街地コース       | ルイジ・ヴィッロレージ           | マセラティ       | 詳細     |
| 11月16日 | クプ・ジュ・サロン                     | リナ・モンレリ               | イヴ・ジロ＝カバントゥー         | タルボ-ラーゴ    | 詳細     |

## シーズン結果

### グランプリ優勝者

#### ドライバー
| ドライバー名                     | 勝利数 | 勝利数            |
| ドライバー名                     | 計     | グラン エプルーヴ |
| -------------------------------- | ------ | ----------------- |
| ルイジ・ヴィッロレージ           | 6      | 0                 |
| オスカル・アルフレード・ガルベス | 4      | 0                 |
| アキーレ・ヴァルツィ             | 3      | 0                 |
| ユージン・シャブー               | 2      | 0                 |
| ルイ・シロン                     | 2      | 1                 |
| ボブ・ジェラード                 | 2      | 0                 |
| チコ・ランディ                   | 2      | 0                 |
| ジャン＝ピエール・ウィミーユ     | 2      | 2                 |
| プリンス・ビラ                   | 1      | 0                 |
| イヴ・ジロ＝カバントゥー         | 1      | 0                 |
| クリスチャン・カウツ             | 1      | 0                 |
| ネッロ・パガーニ                 | 1      | 0                 |
| レグ・パーネル                   | 1      | 0                 |
| デニス・ポア                     | 1      | 0                 |
| ルイ・ロジェ                     | 1      | 0                 |
| カルロ・フェリーチェ・トロッシ   | 1      | 1                 |
| モーリス・ヴァレ                 | 1      | 0                 |

#### コンストラクター
| コンストラクター名 | 勝利数 | 勝利数            |
| コンストラクター名 | 計     | グラン エプルーヴ |
| ------------------ | ------ | ----------------- |
| アルファロメオ     | 13     | 3                 |
| マセラティ         | 10     | 0                 |
| タルボ-ラーゴ      | 6      | 1                 |
| ERA                | 2      | 0                 |
| ドラージュ         | 1      | 0                 |